# Gerard Jan de Vooys

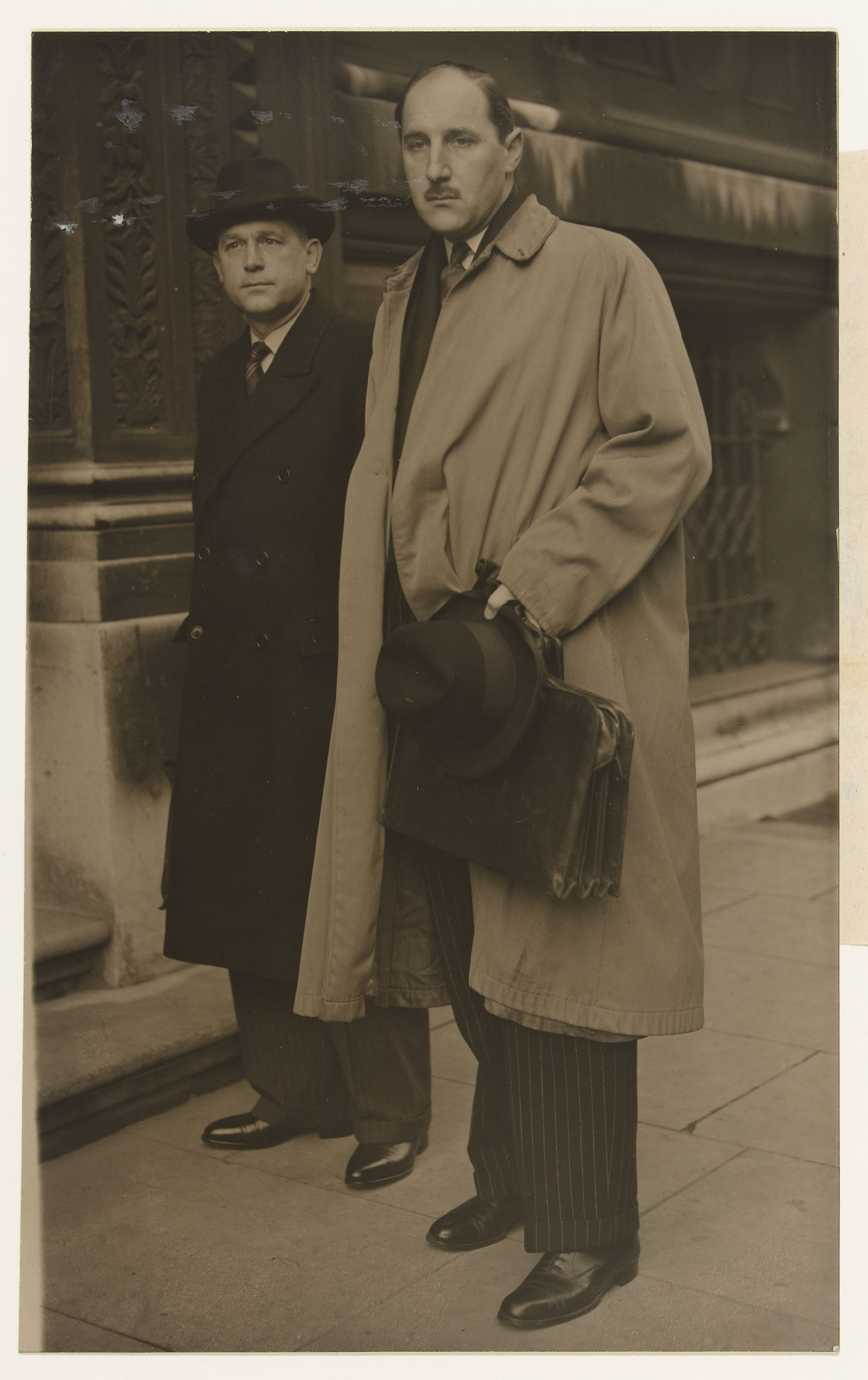
Gerard Jan de Vooys (links) en Joseph Luns arriveren voor de Zesmogendhedenconferentie in Londen
(11 november 1949).

Gerard Jan de Vooys (Breda, 19 januari 1902 – Klimmen, 13 november 1979) was een Nederlands mijnbouwkundig ingenieur. 
Gerard Jan de Vooys was een zoon van Isaäc Pieter de Vooys en Jacoba Philippina van Dam. Hij studeerde mijnbouwkunde aan de Technische hogeschool in Delft. Na zijn afstuderen in 1925 werd hij technisch directeur bij de Sophia-Jacobamijn in Hückelhoven, Duitsland waar zijn vader algemeen directeur was. In 1940, bij het begin van de Tweede Wereldoorlog, ging hij werken in Arnhem bij NEMOS, de dochtermaatschappij van SHV die de aandelen van Sophia-Jacoba bezat. In 1952 werd hij mijntechnisch adviseur van de Staatsmijnen met vanaf 1961 een nevenfunctie als commissaris bij de Domaniale Mijn.

## Honigmann-de Vooys boormethode
Gerard de Vooys verbeterde een schachtboormethode die ontwikkeld was door Friedrich Honigmann. De methode maakt bij het boren gebruik van dikspoeling: door zware klei in de boorvloeistof te mengen, wordt de benodigde tegendruk in het boorgat geleverd. De methode werd met succes toegepast bij het boren van de schacht Emma 4 (Schinnen) en twee schachten van de Staatsmijn Beatrix tussen 1958 en 1961, maar deze mijn in Herkenbosch werd nooit in productie genomen. In 1960 ontving hij voor zijn wetenschappelijk werk de Van Waterschoot van der Gracht Penning van het KNGMG.

## Bron
- Henk Muntjewerff (1997): 'Tussen Kapitaal en Arbeid, momenten uit het openbare leven van de dichter-ingenieur, Isaäc Pieter de Vooys (1875-1955)', Jaarboek De Oranjeboom 50